# 里奥内罗-圣尼蒂科
里奥内罗-圣尼蒂科（義大利語：Rionero Sannitico），是意大利伊塞尔尼亚省的一个市镇。总面积28平方公里，人口1185人，人口密度42.3人/平方公里（2009年）。ISTAT代码为094039。